# Belica (Međimurje)
Pour les articles homonymes, voir Belica.
Belica est un village et une municipalité située dans le comitat de Međimurje, en Croatie. Au recensement de 2001, la municipalité comptait 3 509 habitants, dont 98,38 % de Croates et le village seul comptait 2 509 habitants.

## Localités
La municipalité de Belica compte 2 localités : Belica et Gardinovec